# Конференция католических епископов Чехии
Конференция католических епископов Чехии (чеш. Česká biskupská konference) — конференция католических епископов Чехии. По состоянию на 2017 год в её состав входит 21 человек: 16 римско-католических прелатов (2 действующих архиепископа, 6 действующих епископов, 8 викарных епископов и 3 епископа-эмерита), а также 2 грекокатолических епископа.
Конференция была создана 17 апреля 1991 года как конференция католических епископов Чехословакии, с 1993 года — конференция католических епископов Чехии. В настоящее время её возглавляет кардинал Доминик Дука, вице-председатель Ян Граубнер, генеральный секретарь священник Станислав Пржибил.
Чешская конференция католических епископов является полноправным членом Совета конференций католических епископов Европы и Совета конференций католических епископов Европейского союза.
Члены конференции избирают постоянный совет, который является исполнительным органом в составе пяти членов и действует на постоянной основе в промежутках между съездами конференции.
При конференции работают 6 специализированных комиссий: по доктринальным вопросам, по литургии, по вопросам священства, по католическому образованию, экономическо-юридическая и по вопросам религиозной жизни.

## Список председателей
1. Франтишек Томашек (1990—1991)
2. Франтишек Тондра (1991—1993)
3. Милослав Влк (1993—2000)
4. Ян Граубнер (2000—2010)
5. Доминик Дука (2010—)[1]

## Состав конференции по данным на 2017 год
- Доминик Дука — кардинал, примас Чехии, архиепископ Праги, председатель конференции;
- Ян Граубнер — архиепископ Оломоуца, заместитель председателя;
- Войтех Цикрле — епископ Брно;
- Франтишек Лобковиц — епископ Остравы-Опавы;
- Ян Баксант — епископ Литомержице;
- Ян Вокал — епископ Градец-Кралове;
- Властимил Крочил — епископ Ческе-Будеёвице;
- Томаш Голуб — епископ Пльзеня;
- Вацлав Малый — викарный епископ архиепархии Праги;
- Карел Хербст — викарный епископ архиепархии Праги;
- Йозеф Кайнек — викарный епископ епархии Градец-Кралове;
- Павел Посад — викарный епископ епархии Ческе-Будеёвице;
- Павел Конзбул — викарный епископ епархии Брно;
- Антонин Баслер — викарный епископ архиепархии Оломоуца;
- Йозеф Нужик — викарный епископ архиепархии Оломоуца;
- Мартин Давид — викарный епископ епископ Остравы-Опавы;
- Франтишек Радковский — епископ-эмерит епархии Пльзеня;
- Петр Эстерка — епископ-эмерит епархии Брно;
- Йозеф Грдличка — викарный епископ-эмерит архиепархии Оломоуца;
- Ян Эуген Кочиш — грекокатолический епископ экзархата Чехии;
- Ладислав Гучко — грекокатолический епископ-эмерит экзархата Чехии.